# Браунлі (Саскачеван)
Браунлі (англ. Brownlee) — село в канадській провінції Саскачеван, приблизно за 5 км на схід від міста Аутлук.

## Населення

### Чисельність
| 2001 | 2006 | 2011 | 2016 |
| ---- | ---- | ---- | ---- |
| 55   | 50   | 50   | 55   |